# Чемпионат Беларуси по борьбе 2024
Чемпионат Республики Беларусь по спортивной борьбе 2024 года - спортивный форум прошедший с 15 по 18 августа в центральном спортивном комплексе «Нёман» в Гродно, в рамках форума были проведены чемпионаты по греко-римской, вольной и женской борьбе. Поединки по женской и вольной борьбе прошли с 15 по 16 августа, а с 17 по 18 августа были матчи среди борцов греко-римского стиля.

## Командный рейтинг[5]
| Место | Греко-римская борьба | Греко-римская борьба | Вольная борьба      | Вольная борьба | Женская борьба      | Женская борьба |
| Место | Команда              | Очки                 | Команда             | Очки           | Команда             | Очки           |
| ----- | -------------------- | -------------------- | ------------------- | -------------- | ------------------- | -------------- |
| 1     | Минская область      | 190                  | Гродненская область | 205            | Могилёвская область | 240            |
| 2     | Гродненская область  | 185                  | Гомельская область  | 182            | Гомельская область  | 155            |
| 3     | Гомельская область   | 148                  | Минск               | 177            | Гродненская область | 140            |

## Медалисты

### Греко-римская борьба
| Категория | Золото                                 | Серебро                                    | Бронза                                                                         |
| --------- | -------------------------------------- | ------------------------------------------ | ------------------------------------------------------------------------------ |
| До 55 кг  | Александр Гурьев · Гродненская область | Максим Ступакевич · Минская область        | Денис Каравай · Минск                                                          |
| До 60 кг  | Ярослав Кардаш · Гродненская область   | Артём Кацер · Витебская область            | Александр Джафаров · Минск                                                     |
| До 63 кг  | Толибшо Хайбаров · Минская область     | Никита Терехин · Гомельская область        | Артур Данильчик · Могилёвская область                                          |
| До 67 кг  | Вячеслав Жегалов · Могилёвская область | Глеб Макаренко · Гомельская область        | Игорь Ермаченков · Минск Иван Негода · Минская область                         |
| До 72 кг  | Илья Валевский · Витебская область     | Александр Леончик · Минская область        | Илья Прокопчик · Могилёвская область Никита Мурашко · Гродненская область      |
| До 77 кг  | Максим Шедь · Гродненская область      | Павел Лях · Гродненская область            | Абдулмасих Абдулмасих · Гродненская область Захар Яневич · Витебская область   |
| До 82 кг  | Илья Битеев · Гомельская область       | Вадим Полеенко · Гомельская область        | Марат Яневич · Витебская область Дубровский Владислав · Гродненская область    |
| До 87 кг  | Егор Ярошевич · Минская область        | Василий Бугулак · Витебская область        | Шуай Мамедов · Гродненская область Радик Кулиев · Гродненская область          |
| До 97 кг  | Кирилл Маскевич · Минская область      | Владислав Пустошилов · Могилёвская область | Вячеслав Федорина · Гомельская область Максим Масюкевич · Могилёвская область  |
| До 130 кг | Павел Глинчук · Минская область        | Никита Ковальский · Минск                  | Дмитрий Зарубский · Могилёвская область Ростислав Болтах · Гродненская область |

### Вольная борьба
| Категория | Золото                                  | Серебро                               | Бронза                                                                      |
| --------- | --------------------------------------- | ------------------------------------- | --------------------------------------------------------------------------- |
| До 57 кг  | Кирилл Прокопов · Могилёвская область   | Даниил Юшковский · Витебская область  | Владислав Зуйко · Минск                                                     |
| До 61 кг  | Дмитрий Шамело · Гомельская область     | Иван Громыко · Гомельская область     | Денис Каток · Гомельская область                                            |
| До 65 кг  | Анатолий Громыко · Гомельская область   | Ислам Гусейнов · Минск                | Денис Соловей · Гродненская область Егор Рудавский · Минск                  |
| До 70 кг  | Нюргун Скрябин · Гродненская область    | Александр Вербицкий · Минская область | Никита Демченко · Минск Алексей Васюков · Гомельская область                |
| До 74 кг  | Даниил Амельянчик · Гродненская область | Никита Дмитриев · Гродненская область | Егор Акулич · Минск Виталий Игнатович · Гродненская область                 |
| До 79 кг  | Николай Совенко · Минск                 | Андрей Карпач · Гродненская область   | Артём Белоусов · Гомельская область Алексей Мисоченко · Могилёвская область |
| До 86 кг  | Расул Тихаев · Минск                    | Аркадий Погосян · Витебская область   | Егор Харыбин · Гродненская область Алексей Кулаков · Минск                  |
| До 92 кг  | Алексей Пархоменко · Гомельская область | Ярослав Иодковский · Минск            | Вадим Бондарков · Могилёвская область                                       |
| До 97 кг  | Александр Гуштын · Гродненская область  | Владислав Козлов · Минск              | Алексей Жоров · Минская область Адлан Тасуев · Минск                        |
| До 125 кг | Виталий Песняк · Гродненская область    | Павел Дятлов · Гомельская область     | Георгий Барцевич · Минск                                                    |

### Женская борьба
| Категория | Золото                                  | Серебро                                 | Бронза                                                                      |
| --------- | --------------------------------------- | --------------------------------------- | --------------------------------------------------------------------------- |
| До 50 кг  | Ксения Станкевич · Могилёвская область  | Виолетта Ребикова · Гомельская область  | Светлана Котенко · Минская область Наталья Варакина · Могилёвская область   |
| До 53 кг  | Виктория Волк · Могилёвская область     | Валерия Микитич · Могилёвская область   | Анастасия Романёнок · Гродненская область                                   |
| До 55 кг  | Марта Гетманова · Гомельская область    | Александра Булова · Гомельская область  | Алина Кожина · Могилёвская область                                          |
| До 57 кг  | Арина Мартынова · Гомельская область    | Дарья Агальцова · Витебская область     | Онарина Шумилина · Гродненская область                                      |
| До 59 кг  | Алина Максимова · Могилёвская область   | Владислава Кудин · Гомельская область   | Яна Костунова · Гомельская область Маргарита Самченко · Могилёвская область |
| До 62 кг  | Кристина Сазыкина · Могилёвская область | Маргарита Ковш · Гродненская область    | Надежда Буланая · Гомельская область                                        |
| До 65 кг  | Вероника Иванова · Могилёвская область  | Татьяна Павлова · Витебская область     | Александра Жук · Минская область                                            |
| До 68 кг  | Виктория Радькова · Могилёвская область | Мария Макарченко · Могилёвская область  | Ульяна Балько · Гродненская область                                         |
| До 72 кг  | Алина Шевчук · Могилёвская область      | Кристина Куркина · Могилёвская область  | Виктория Алисеенко · Могилёвская область                                    |
| До 76 кг  | Анастасия Зименкова · Минск             | Виктория Адамович · Гродненская область | Алеся Березка · Минская область                                             |